# کوپچگن
کوپچگن (به لاتین: Kupchegen) یک منطقهٔ مسکونی در روسیه است که در جمهوری آلتای واقع شده‌است.